# Torres de Segre
Torres de Segre – gmina w Hiszpanii, w prowincji Lleida, w Katalonii, o powierzchni 50,57 km². W 2011 roku gmina liczyła 2165 mieszkańców.